# Pierre Lafitte (Verleger)

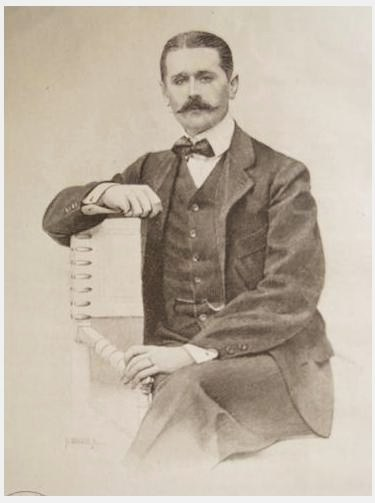
Pierre Lafitte

Pierre Antoine Baptiste René Lafitte (geboren am 3. Mai 1872 in Bordeaux; gestorben am 13. Dezember 1938 in Paris) war ein französischer Journalist, Herausgeber und Medienunternehmer. Er ist heute hauptsächlich als Erstherausgeber der Abenteuer von Arsène Lupin bekannt.

## Leben

### Journalist
Pierre Lafitte wurde als Sohn von Marie Alexandrine Arquier und Jean Lafitte, einem Händler, in Bordeaux geboren. Als begeisterter Radfahrer (Veloziped) wollte er nach dem Abitur Sportjournalist werden. Er trat in die Redaktion der lokalen Tageszeitung La Petite Gironde ein und arbeitete anschließend für die wöchentliche Sportzeitung Véloce-sport, die er maßgeblich modernisierte. 1891 berichtete Lafitte über das erste Radrennen von Bordeaux nach Paris.
Er ging 1892 nach Paris und wurde von Valentin Simond als Journalist bei L’Écho de Paris angestellt. Außerdem arbeitete er als Verkäufer für die Firma Cycles Humber, sowie für verschiedene andere Radsportzeitschriften. 1897 wurde er zum Chefredakteur der Wochenzeitung La Vie au grand air ernannt, die er in eine Zeitschrift umwandeln sollte, die hauptsächlich mit Fotoreproduktionen illustriert war. Dieses Format erschien am 1. April 1898 und Lafitte übernahm die Leitung.

### Verleger

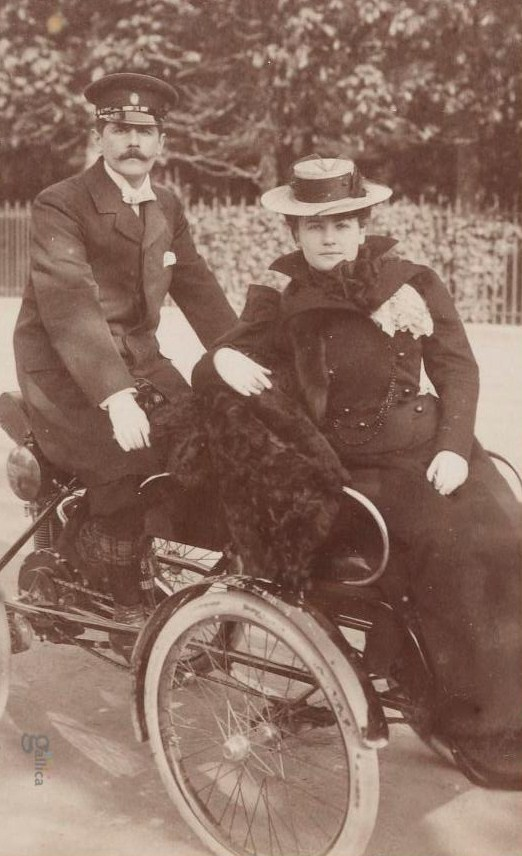
Herr und Frau Pierre Lafitte auf einem motorisierten Vierrad um 1898–1899, Fotografie von Jules Beau

Im Anschluss daran gründete er 1899–1900 „Les Éditions Pierre Lafitte et Cie“. Seine Hauptkonkurrenten waren die Familie Marc und später Baschet Am 5. Januar 1900 gründete er die Société anonyme d’éditions sportives (SAES), die die Wochenzeitschrift La Vie au grand air übernahm. Die SAES wurde bald in die Société générale d’éditions illustrées umgewandelt. Sein künstlerischer Leiter von 1903 bis 1910 war Adolphe Cossard.
Er gründete Schlag auf Schlag mehrere Zeitschriften wie Femina (eingeführt im Februar 1901), Musica (von 1902 bis 1915), Je sais tout (im Februar 1905), Fermes et Châteaux (im September 1905), Le Petit Magazine de la jeunesse (1906), La Parisienne (1911) und vor allem den 1910 gegründeten L’Excelsior, die erste vollständig illustrierte Tageszeitung, die er zum Teil mithilfe von Basil Zaharoff finanzierte. Dafür schuf er neue Verlagsstrukturen, wie die Société générale d'éditions illustrées.
Die ersten Ausgaben von Arsène Lupin wurden bereits 1905 in Je sais tout veröffentlicht. 1904 bat Pierre Lafitte Maurice Leblanc, einen Kriminalroman zu schreiben, dessen Held ebenso brillant sein sollte wie Sherlock Holmes in England. Léo Fontan war der Zeichner der Umschläge. An den Illustrationen im Innenteil waren jedoch mehrere Zeichner beteiligt, darunter Maurice Toussaint, Roger Broders und Manuel Orazi. Das noch heute populäre Gesicht Lupins mit Monokel und Stock stammt von Fontan.
Lafitte beschränkte sich nicht nur auf die Presse, sondern erneuerte den Volksroman, indem er in seinen preiswerten Sammlungen die Abenteuer von Arsène Lupin, Rouletabille und Sherlock Holmes veröffentlichte, die als Fortsetzungsroman in Je sais tout erschienen waren (illustriert von Gaston Simoes de Fonseca). Er schuf eine innovative, farbig illustrierte Kinderbuchreihe mit Kartoneinband unter der Leitung von Franc-Nohain, die Lilliput-Bibliothèque und die Idéal-Bibliothèque, die im Juli 1909 zum Preis von 95 Centimes pro Band auf den Markt kam. Unter der Leitung von Henry Roujon gründete er 1909 eine Reihe mit dem Titel Les Peintres illustrés / Artistic-Bibliothèque, die Reproduktionen von Gemälden in Farbe und in gebundenen Bänden anbot, sowie die Reihe Les Grands Hommes unter der Leitung von Jules Claretie.

### Spätere Jahre
Im Ersten Weltkrieg war die Zeitung L’Excelsior nicht mehr rentabel genug, sodass Pierre Lafitte einen Teil seines Vermögens an den Verlag Hachette abtreten musste, darunter einige seiner Zeitschriften wie Je sais tout und dessen Ausgaben aus dem Jahr 1916 sowie seine Räumlichkeiten in der Avenue des Champs Élysées 88–90, in denen er das Théâtre Femina eröffnet hatte. 1917 kaufte Paul Dupuy, der Direktor des Petit Parisien, einen weiteren Teil der Titel, darunter L’Excelsior, und gründete die Gesellschaft Excelsior Publications.
1920 gründete er das Syndikat der Direktoren von Sportzeitungen. Pierre Lafitte blieb vertraglich als literarischer Leiter und später als technischer Leiter seines Verlags, der von Hachette übernommen wurde. Dies ermöglichte ihm 1922 die Gründung einer Monatszeitschrift mit dem Titel Flirt – littérature, arts, élégance (Flirt – Literatur, Kunst, Eleganz) und später die teilweise Fusion von La Vie au grand air zu einer neuen Monatszeitschrift, Très sport, „einziges technisches und praktisches Magazin für Automobile und alle Sportarten, das von Champions verfasst wird“, das 1926 eingestellt wurde.
In den 1920er Jahren verbrachte Lafitte einen Großteil seiner Zeit in Südfrankreich. Dort gründete er 1921 La Gazette de Biarritz und 1925 La Gazette de la Riviera, sein Pendant für den Mittelmeerraum. In den 1930er Jahren, als die gesamte Presse von der Krise erschüttert wurde, wurde er zum Berater großer Zeitungen wie Le Figaro (technischer Direktor und Vizepräsident), Paris-Soir oder L’Intransigeant.

## Ehrungen und Stiftungen
Pierre Lafitte wurde als Kommandeur der Ehrenlegion und mit dem spanischen Orden Karls III. ausgezeichnet.
Er stiftete gemeinsam mit dem Verlagshaus Hachette den Literaturpreis Prix Femina, 1909 den Coup Femina für Golfspielerinnen und 1910 einen gleichnamigen Preis für Fliegerinnen.

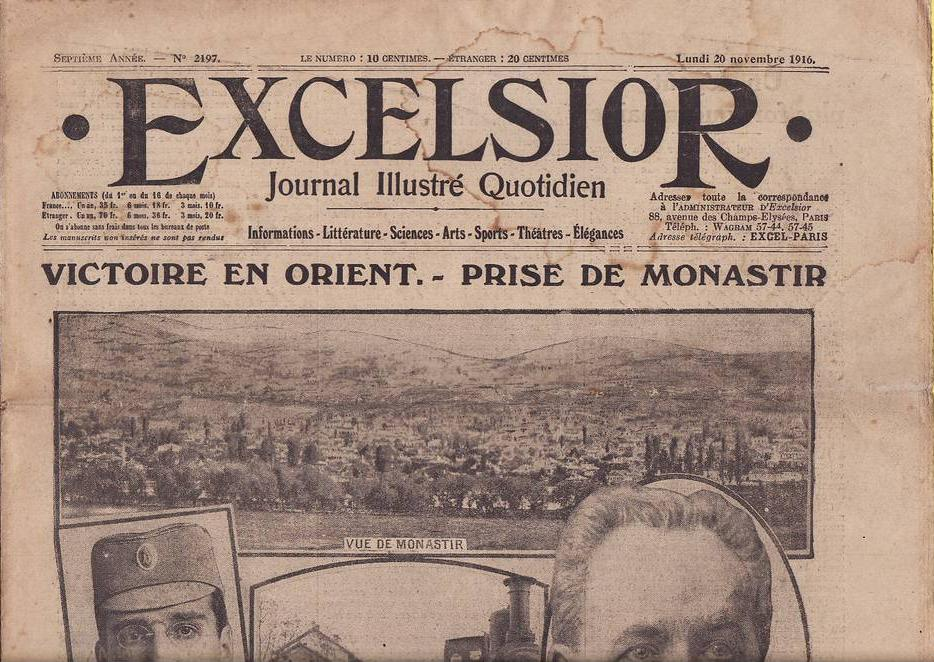
L’Excelsior
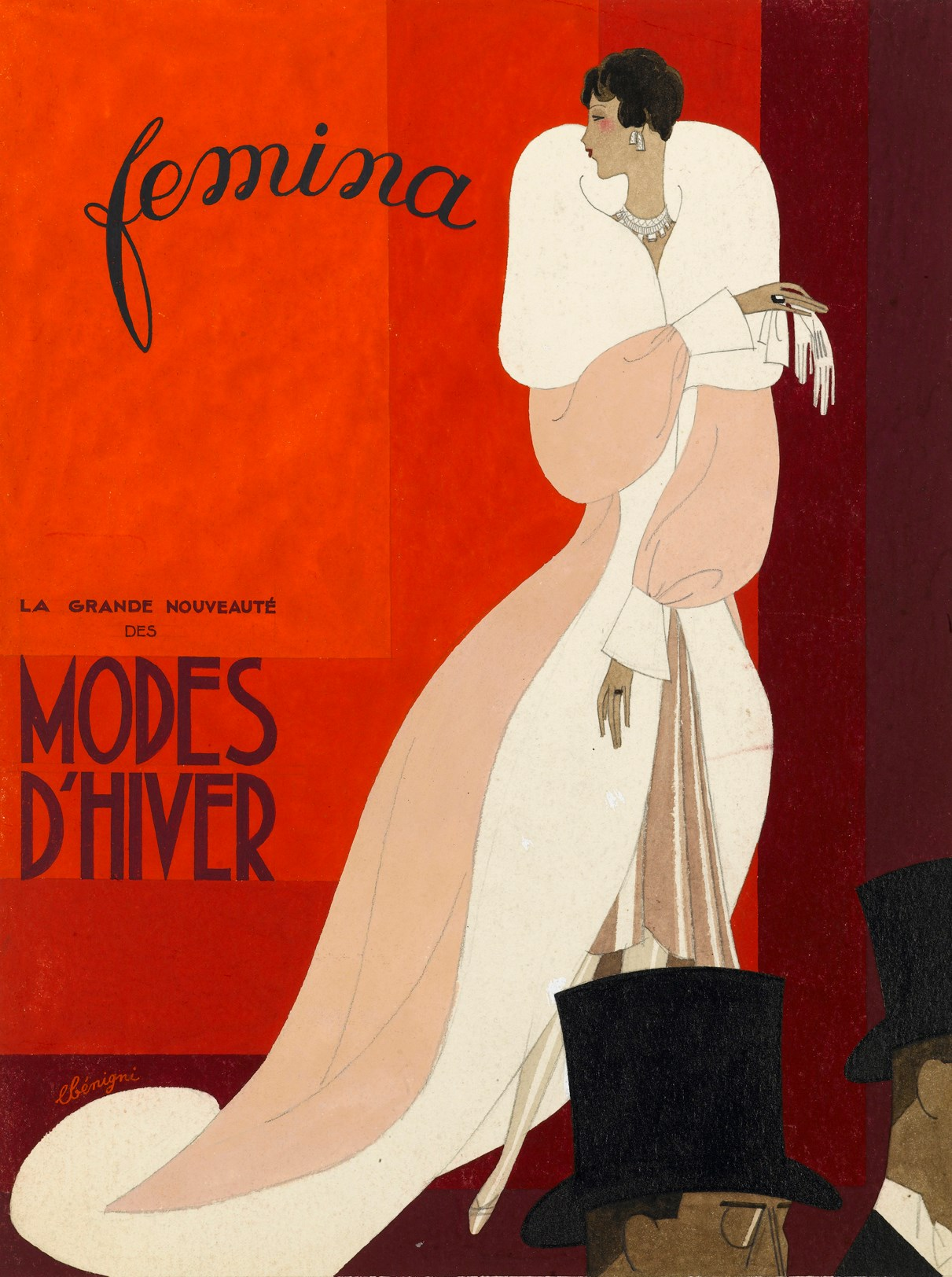
Femina
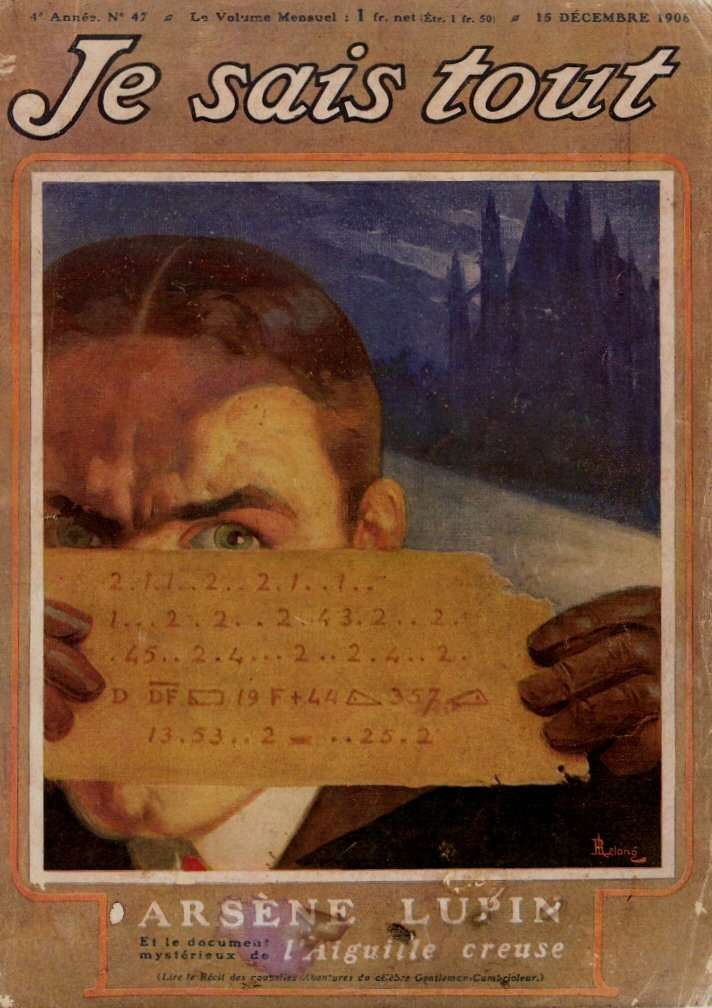
Je sais tout
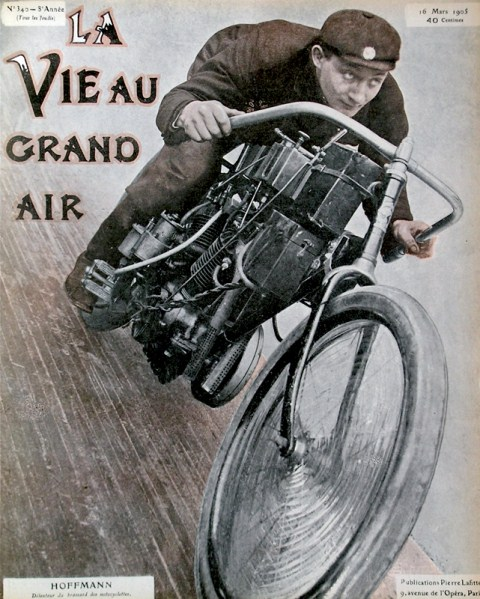
La vie au grand air